# Дефект массы
Дефе́кт ма́ссы (англ. mass defect) ΔM — разность между суммой масс отдельных составляющих  какой-либо связанной физической системы взаимодействующих объектов (тел, частиц), находящихся в свободном состоянии, и массой само́й этой системы. В таком определении знак дефекта масс положителен; иногда дефект масс определяют как разность между массой системы и суммой масс компонент, в этом случае знак отрицателен. С точностью до коэффициента c2 дефект массы равен энергии связи Eсв системы:
{\displaystyle \Delta Mc^{2}=E_{\text{св}}.}
Так, дефект масс атомного ядра — связанной системы из Z протонов и N нейтронов — равен 
{\displaystyle \Delta M=Zm_{p}+Nm_{n}-M(Z,N),}
где mp и mn — массы свободных протона и нейтрона, соответственно,
M(Z, N) — масса ядра.
Например, масса Md дейтрона (ядра атома дейтерия, тяжёлого изотопа водорода 2H), состоящего из одного протона и одного нейтрона, равна 2,013 553 212 544(15) а.е.м. (или 1875,612 945 00(58) МэВ/c2 в энергетическом эквиваленте). Масса свободного протона mp равна 1,007 276 466 5789(83) а.е.м. (или 938,272 089 43(29) МэВ/c2), нейтрона mn — 1,008 664 916 06(40) а.е.м. (или 939,565 421 94(48) МэВ/c2). Дефект масс будет равен 
ΔMd = mp + mn − Md =  0,002 388 282 а.е.м. = 2,224 566 МэВ/c2.
В результате слияния одного моля протонов (масса 1,007 276 467 г) и одного моля нейтронов (масса 1,008 664 916 г) образуется 1 моль дейтронов массой 2,013 553 213 г, что на 0,002 388 171 г меньше, чем сумма масс исходных компонентов. Указанный дефект массы выделится как энергия, равная энергии связи одного дейтрона (Eсв(d) = 2,224 566 МэВ), умноженной на число Авогадро (количество дейтронов в одном моле): 2,224 566 МэВ · NA ≈ 214,6 ГДж (эквивалентно теплоте сгорания 5 тонн бензина).
Для атомных ядер понятие дефекта массы тесно связано с понятием упаковочного коэффициента (упаковочного множителя) f или удельной энергии связи εсв, т.е. дефекта массы или энергии связи, приходящихся на один нуклон:
f = ΔM / A,
εсв = Eсв / A,
где A = Z + N — массовое число, общее количество нуклонов (протонов и нейтронов) в ядре. Удельная энергия связи и упаковочный коэффициент характеризуют устойчивость ядра. 
Можно определить также относительный дефект массы системы — безразмерную величину, представляющую собой отношение дефекта массы ΔM к сумме масс Mi компонентов системы: Δμ = ΔM/ΣMi. Типичные значения относительного дефекта массы для атомных ядер средней массы составляют 0,008—0,009, для атомов (без учёта дефекта массы ядра) ~10−8...10−6. Астрономические объекты могут иметь существенный гравитационный дефект масс. Так, для звезды, близкой по массе к Солнцу, относительный гравитационный дефект массы составляет ~10−6, для белого карлика ~10−3...10−4, для нейтронной звезды ~10−1. Наибольший относительный дефект масс среди гравитационно связанных объектов характерен для чёрных дыр; он может достигать десятков процентов. Так, при слиянии двух чёрных дыр суммарной массой 65 M⊙, которое вызвало гравитационно-волновой всплеск GW150914, зафиксированный 14 сентября 2015 года, образовалась чёрная дыра массой 62 M⊙; дефект массы в 3 M⊙ был излучён в форме гравитационных волн. 
Дефект массы всегда возникает в результате превращения энергии связи в энергию излучения (электромагнитного, нейтринного, гравитационного), покидающего образовавшуюся связанную систему.